# Serodiskordanz
Unter einer serodiskordanten Beziehung versteht man eine sexuelle Beziehung, bei der ein Partner mit HIV infiziert ist und der andere nicht. Dies steht im Gegensatz zu serokonkordanten Beziehungen, bei denen beide Partner den gleichen HIV-Status haben, also beide Partner entweder HIV-positiv oder HIV-negativ sind. Serodiskordanz trägt zur Verbreitung von HIV / AIDS bei, insbesondere in den Ländern südlich der Sahara wie Lesotho. Die Serodiskordanz ergibt sich aus einem ungleichen Serostatus beispielsweise zwischen zwei Partnern oder Zwillingen, von denen einer HIV-positiv, der andere HIV-negativ ist.
Eine tägliche Präexpositionsprophylaxe (PrEP) mit TDF (Tenofovirdisoproxilfumarat) oder TDF-FTC (mit Emtricitabin) reduziert das Risiko einer HIV-Übertragung bei serodiskordanten Paaren.
Bei Paaren, bei denen der Mann mit HIV infiziert ist, die Frau jedoch nicht, hat sich der Einsatz von Sperma-Präparationstechniken in Verbindung mit Inseminationen oder In-vitro-Fertilisation (IVF) mit intrazytoplasmatischer Spermieninjektion (ICSI) als sehr wirksam erwiesen, um die Serokonversion von nicht infizierten Frauen und deren Föten zu vermeiden. Das Sperm washing kann verwendet werden, um das Risiko einer HIV-Übertragung bei HIV-positiven Männern zu senken, da die Infektion eher durch die Samenflüssigkeit als durch die Spermien selbst erfolgt.